# I Should Be So Lucky
I Should Be So Lucky è una canzone dalle sonorità bubblegum pop e dance-pop della cantante e attrice australiana Kylie Minogue.
Il brano musicale è stato scritto e composto alla fine del 1987 dai produttori Stock, Aitken & Waterman per l'album di debutto della cantante australiana, Kylie (1988).
È il singolo del debutto discografico ufficiale di Kylie Minogue dopo la cover di Locomotion.

## Composizione
I Should Be So Lucky è scritta nella comune forma strofa-ritornello e include parti strumentali di tastiere e chitarre, con un tempo moderato di 120 battiti per minuto. La melodia del brano richiama il Canone di Pachelbel, un pezzo di musica da camera del periodo barocco.
Nel testo del brano, Kylie si dichiara sfortunata in amore. Il titolo si basa su un gioco di parole: "I should be so lucky" è un'espressione che in inglese vuol dire pressappoco "sto fresca", come a dire che la protagonista sa che la persona che le piace non la ricambierà, ma anche "dovrei essere fortunatissima", riferimento al successo come attrice di Kylie Minogue all'interno del telefilm australiano Neighbours, che però non le risulta utile per conquistare l'oggetto del suo desiderio.
In un'intervista del 2019, Kylie Minogue rifletteva sul contenuto del brano affermando: "viene sempre cantata come se fosse una canzone molto allegra, ma non è così. [La protagonista] vorrebbe tanto avere fortuna in amore".
Dopo il successo avuto da Locomotion in Australia, la Minogue si trasferì a Londra per lavorare con Stock, Aitken & Waterman, un team di compositori e produttori inglesi di successo. Questi sapevano poco della Minogue e si dimenticarono del suo arrivo; scrissero I Should Be So Lucky mentre lei aspettava, ignara e inquieta, fuori dallo studio. Mike Stock scrisse il testo della canzone ispirandosi a Kylie quando però ancora non l'aveva conosciuta di persona, prima che lei arrivasse a Londra; immaginò che nonostante fosse un'attrice di successo in Australia ci doveva essere qualcosa di "sbagliato" in lei, e suppose che nella vita privata fosse sfortunata in amore.
La leggenda vuole che Kylie incise la canzone in meno di un'ora. Stock attribuisce il fatto all'ottimo "orecchio musicale" della Minogue e la sua capacità di memorizzazione. Conclusa la session di registrazione, Kylie tornò in Australia per le riprese di Neighbours.

## Pubblicazione e successo discografico
I Should Be So Lucky è stato pubblicato come secondo singolo della cantante nel dicembre 1987.
Il brano riscontrò un buon successo in tutto il mondo. I Should Be So Lucky raggiunse la posizione numero 1 in Australia e nel Regno Unito. È il quinto singolo più venduto in Australia del 1988.
I Should Be So Lucky fu una hit numero 1 anche in Irlanda, Finlandia e Svizzera. In Germania arrivò alla posizione numero 1, e rimase in classifica 17 settimane.
Il singolo di Kylie Minogue arrivò alla posizione numero 1 della classifica singoli europea.
In Canada il singolo arrivò alla posizione numero 25 e negli Stati Uniti alla numero 28.
In Nuova Zelanda I Should Be So Lucky arrivò alla posizione numero 3 e in Giappone alla posizione numero 1.
Grazie ad I Should Be So Lucky Kylie vinse il premio come "brano dell'anno" dalla Phonographic Record Association di Tokyo.

## Il video
Il video di I Should Be So Lucky è stato diretto da Chris Langman e girato ai Channel 7 Studios di Melbourne (Australia).
Nel video Kylie cammina per una vezzosa casa. In degli spezzoni balla davanti ad un fondale colorato con infantili disegni stilizzati al neon. Il video raffigura la cantante come una giovane e graziosa "ragazza della porta accanto", con tanto scene in cui Kylie ride serena e verso la fine fa smorfie alla telecamera. Nell'ultimissima scena, nella vasca da bagno, Kylie soffia via delle bolle di bagnoschiuma dalla mano e ride.
Il video apparve per la prima volta alla televisione inglese nel gennaio 1988.
Il video di I Should Be So Lucky è presente in varie raccolte di Kylie Minogue in VHS e DVD, il più recente dei quali è Ultimate Kylie (2004).

## Formati del singolo
- 7"

1. "I Should Be So Lucky" – 3:24
2. "I Should Be So Lucky" (Instrumental) – 3:24

- 12"

1. "I Should Be So Lucky" (Extended Version) – 6:08
2. "I Should Be So Lucky" (Instrumental) – 3:24

- 12" The Bicentennial Mix Single

1. "I Should Be So Lucky" (Bicentennial Mix) – 6:12
2. "I Should Be So Lucky" (Instrumental) – 3:24

- 12" per il Nord America

1. "I Should Be So Lucky" (Original Mix) – 6:00
2. "I Should Be So Lucky" (Dance Remix) – 6:10
3. "I Should Be So Lucky" (Instrumental) – 3:24

## Formazione
Crediti adattati libretto dell'album Kylie.
- Kylie Minogue - voce
- Dee Lewis, Mae McKenna - cori
- Mike Stock - cori, tastiere
- Matt Aitken - chitarre, tastiere
- Mark McGuire - tecnico
- Pete Hammond - mix

## Classifiche

### Posizioni massime
| Classifica (1988) | Posizione massima |
| ----------------- | ----------------- |
| Australia         | 1                 |
| Austria           | 4                 |
| Belgio            | 8                 |
| Canada            | 61                |
| Europa            | 1                 |
| Finlandia         | 1                 |
| Francia           | 4                 |
| Germania          | 1                 |
| Giappone          | 1                 |
| Hong Kong         | 1                 |
| Irlanda           | 1                 |
| Israele           | 1                 |
| Italia            | 30                |
| Norvegia          | 5                 |
| Nuova Zelanda     | 3                 |
| Paesi Bassi       | 12                |
| Regno Unito       | 1                 |
| Stati Uniti       | 28                |
| Sudafrica         | 1                 |
| Svezia            | 13                |
| Svizzera          | 1                 |

### Classifiche di fine anno
| Classifica (1988) | Posizione |
| ----------------- | --------- |
| Australia         | 5         |
| Austria           | 30        |
| Germania          | 16        |
| Regno Unito       | 3         |
| Sudafrica         | 3         |
| Svizzera          | 16        |